# Grundvattnet, Hälsingland
Grundvattnet är en sjö i Ljusdals kommun i Hälsingland och ingår i Ljusnans huvudavrinningsområde. Sjön är 7,8 meter djup, har en yta på 0,202 kvadratkilometer och är belägen 378 meter över havet. Sjön avvattnas av vattendraget Stocksboån (Sundsån).

## Delavrinningsområde
Grundvattnet ingår i det delavrinningsområde (684176-150080) som SMHI kallar för Inloppet i Flarken. Medelhöjden är 337 meter över havet och ytan är 14,18 kvadratkilometer. Det finns inga avrinningsområden uppströms utan avrinningsområdet är högsta punkten. Stocksboån (Sundsån) som avvattnar avrinningsområdet har biflödesordning 3, vilket innebär att vattnet flödar genom totalt 3 vattendrag innan det når havet efter 150 kilometer. Avrinningsområdet består mestadels av skog (85 procent). Avrinningsområdet har 0,97 kvadratkilometer vattenytor vilket ger det en sjöprocent på 6,8 procent.